# Медвянець новогвінейський
Медвянець новогвінейський (Macgregoria pulchra) — вид горобцеподібних птахів родини медолюбових (Meliphagidae). Ендемік Нової Гвінеї.

## Назва
Родова назва вшановує його першовідкривача, лейтенант-губернатора Британської Нової Гвінеї сера Вільяма МакГрегора (1846-1919).

## Поширення
Вид поширена невеликими роз'єднаними популяціями у найвищих горах Нової Гвінеї, а саме у горах Маоке, Ораньє і Зоряних горах у провінції Папуа (Індонезія), та хребтах Вартон і Овен-Стенлі в Папуа-Новій Гвінеї. Той факт, що вид відсутній на великих територіях центрального високогір’я острова, свідчить про історичне вимирання через ключові загрози, такі як зміна середовища існування та полювання. Він залишається звичайним і ручним на висоті вище 3000 м у Зоряних горах, де плем'я кетенгбан захищає вид з культурних причин, але рідкісний в інших місцях. Мешкає в хмарних лісах і субальпійських лісах Dacrycarpus на висоті 2800–4000 м. Його зазвичай спостерігають у гаях Dacrycarpus, коли дерева плодоносять, але відносно мало відомо про те, куди вид переміщується, коли дерева не плодоносять.

## Спосіб життя
Раціон складається переважно з фруктів. Моногамний вид. Пари будують гнізда в кронах дерев. Гніздо має вигляд об'ємної чашки з моху, лишайників і паличок, вистеленої дрібними листочками і стеблами. Відкладає одне рожево-плямисте яйце. 